# كيرن كيني
كيرن كيني (بالإنجليزية: Kieran Keane)‏ هو لاعب اتحاد الرغبي نيوزيلندي، ولد في 9 فبراير 1954 في كرايستشرش في نيوزيلندا.